# P-mate
『P-mate』（ピーメイト）は、2005年12月まで刊行されていた日本のアダルトゲーム雑誌。
毎日コミュニケーションズ（現・マイナビ）より1998年10月に創刊。同種の雑誌ではかなり後発だが、A4判を採用してビジュアルを重視した誌面と同じ出版社の『GREAT SATURN Z』にも共通していた、業界周辺の諸問題を編集者の足で追跡取材する形式の記事が特徴的だった。
1999年5月にあった美少女ゲームメーカーのイベント「キャラ・フェス」にて、P-mateの編集長によるトークショーがあった。
やがて、有害図書に関するコンビニエンスストアチェーンの規制強化の動きなどが影響してきた2002年4月には、MYCOMが100%出資の子会社・MCプレスを新設して本誌の発行もそちらへ移行されたが、業界自体の不振もあり2004年5月に一旦、休刊した。
その後、宙出版へ移籍した編集スタッフにより2004年10月に同社から復刊。それに加え、同年に『Advanced P-mate』への改名、また新たに『Comic P-mate』を発刊するなど意欲的な活動を見せたが、宙出版が女性向け商品に経営資源を集中する方針へ転換したことに伴い、2005年12月で休刊した。
なお、表紙原画はMYCOM・MCプレス時代は門井亜矢、宙出版時代はりんしんが担当していた。